# Transhumanță

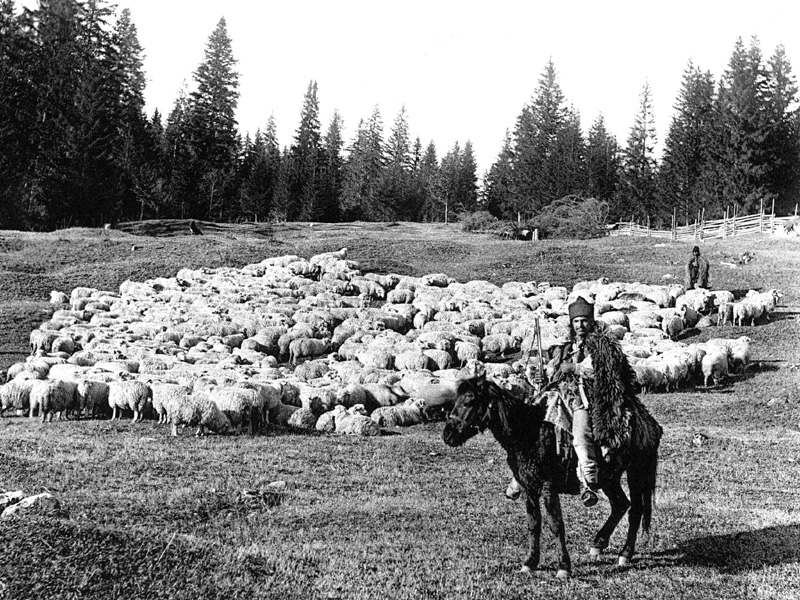
Turmă de oi în munții Rarău la începutul secolului al XX-lea.

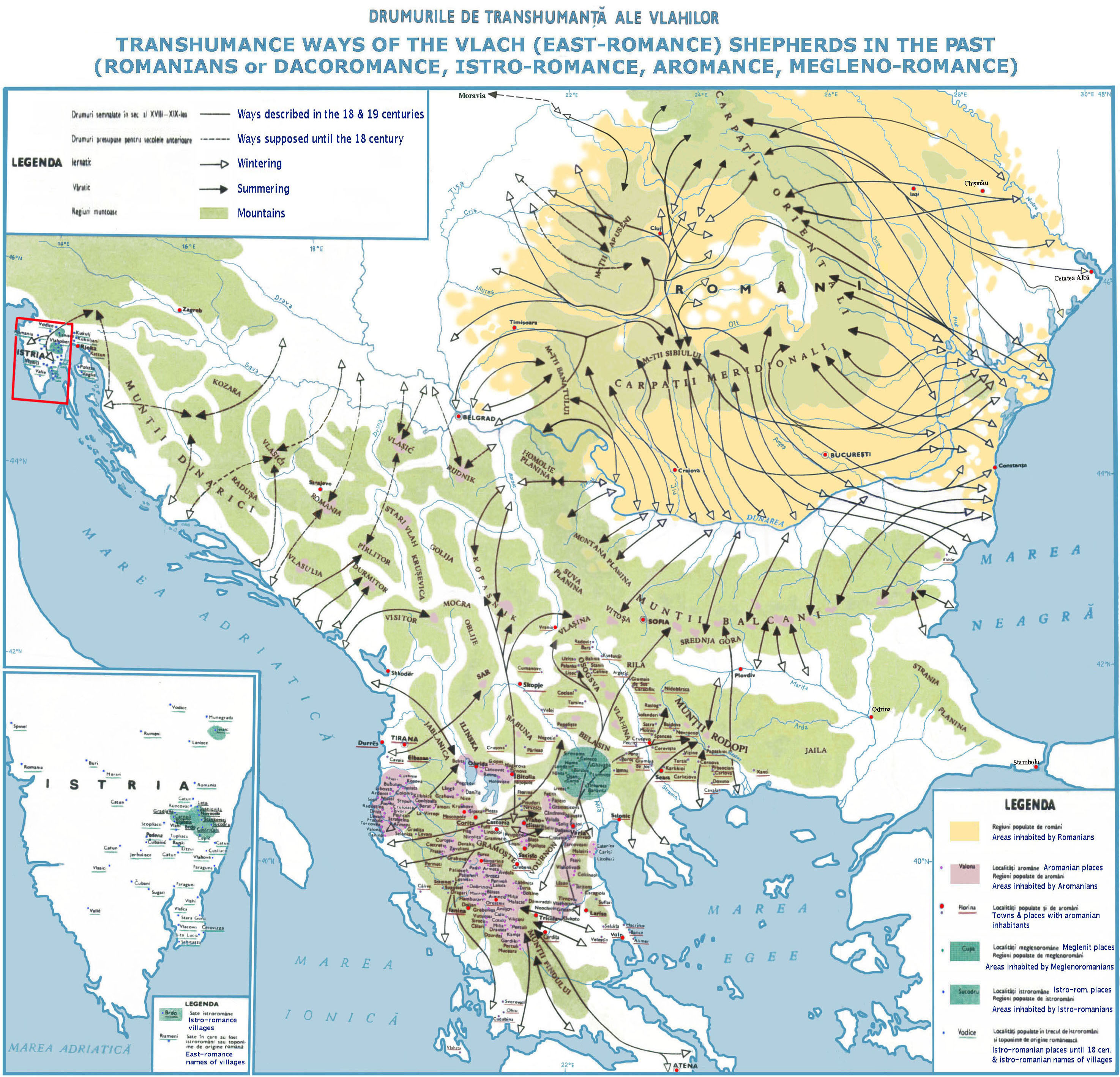
Drumurile („pârtiile”) tradiționale de transhumanță ale „Vlahilor” până în sec. al XX-lea.

Transhumanța este mișcarea sezonieră a oamenilor și a șeptelului, de obicei între vale (unde turmele stau iarna) și munte (unde turmele stau vara).
Tradiția transhumanței, veche de mii de ani, este o practică importantă a păstoritului încă din timpul Imperiului Roman și în Evul Mediu. Consistă în deplasarea sezonieră a turmelor de vite între locurile de văratic, în general în zonele de relief cu pășuni bogate, și locurile de iernatic, în general în zonele de șes și cu climă mai blândă iarna. Printre țările unde această practică are loc, pot fi menționate Scoția, Caucazul, Ciadul, Marocul, Franța, Italia, Irlanda, Islanda, Libanul, România, Republica Moldova, Bulgaria, Grecia, Spania, Iranul, Turcia, Macedonia de Nord, India, Elveția, Georgia și Lesotho. Este practicată și de poporul nomad sami din Scandinavia, care își mută renii parțial domesticiți între regiuni. Astfel se presupune că originea transhumanței se găsește în migrațiile naturale ale animalelor sălbatice care stau la baza speciilor domestice create de om. Începând cu anii 1970, în Norvegia circa 15.000 de reni sunt transportați anual cu vase de debarcare către pajiștile de vară pe insule sau pe locuri greu accesibile altfel.
Tradiția transhumanței a diminuat mult începând cu secolul XX din cauza agriculturii industriale.

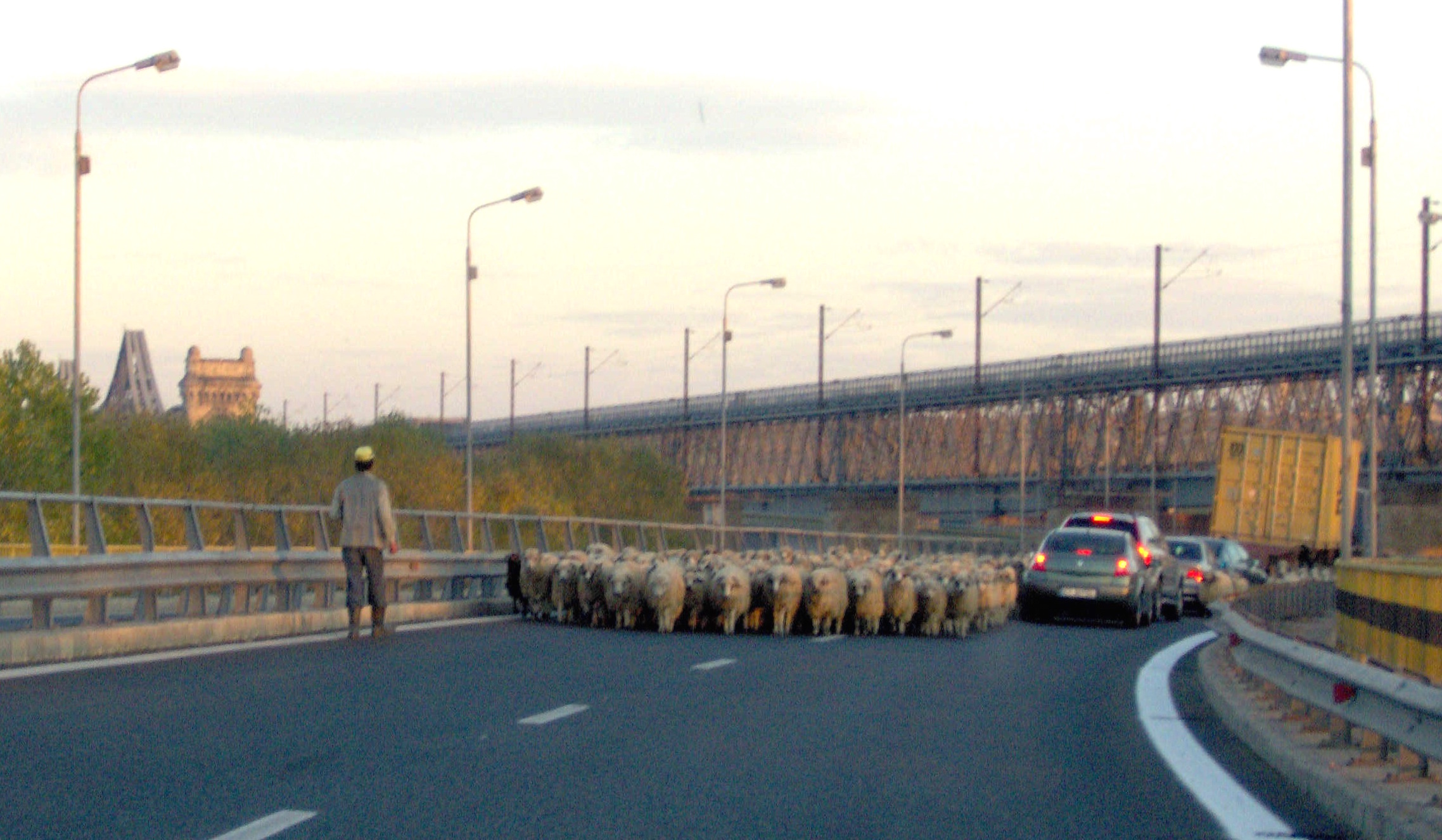
În 2006 în Bărăgan, păstoritul transhumant bimilenar încă nu cedase definitiv în fața circulației automobile (aici la Fetești).